# 忘却の湖
忘却の湖(Lacus Oblivionis)は、小さな月の海である。この湖の月面座標は、南緯21.0°、西経168.0°で、直径は50kmである。
国際天文学連合で1976年に承認された。